# Tawonga Chimodzi
Tawonga Chimodzi (Lilongwe, 26 giugno 1988) è un ex calciatore malawiano, di ruolo centrocampista.